# シロナ (小惑星)
シロナ (116 Sirona) は、小惑星帯に位置する大きくて明るい小惑星の一つ。S型小惑星に分類される。1871年9月8日にアメリカ合衆国の天文学者、クリスチャン・H・F・ピーターズにより発見され、ケルト神話の天文の女神シロナにちなんで命名された。